# Zbór Kościoła Zielonoświątkowego w Ustce
Zbór Kościoła Zielonoświątkowego w Ustce – zbór Kościoła Zielonoświątkowego w RP znajdujący się w Ustce.

## Działalność
- Służba uwielbienia zajmuje się uwielbianiem Boga i oddawaniem Mu chwały za pomocą pieśni i muzyki.
- Służba wśród kobiet
- Służba wśród mężczyzn
- Służba wśród małżeństw
- Służba wśród młodzieży
- Służba katechetyczna
- Szkolenia
- Misja Filadelfia polega na pomaganiu sobie nawzajem a szczególnie potrzebującym

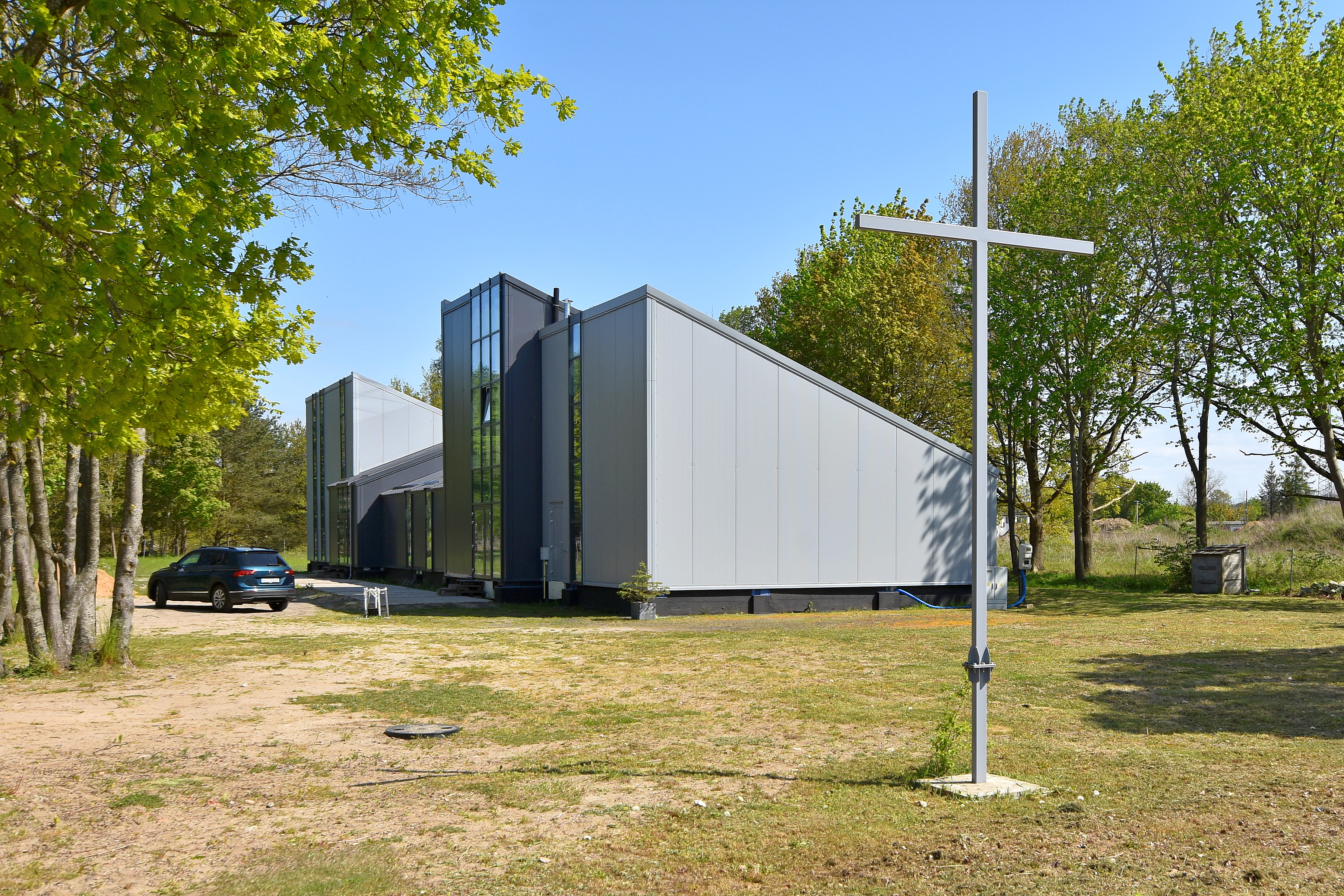
Elewacja boczna
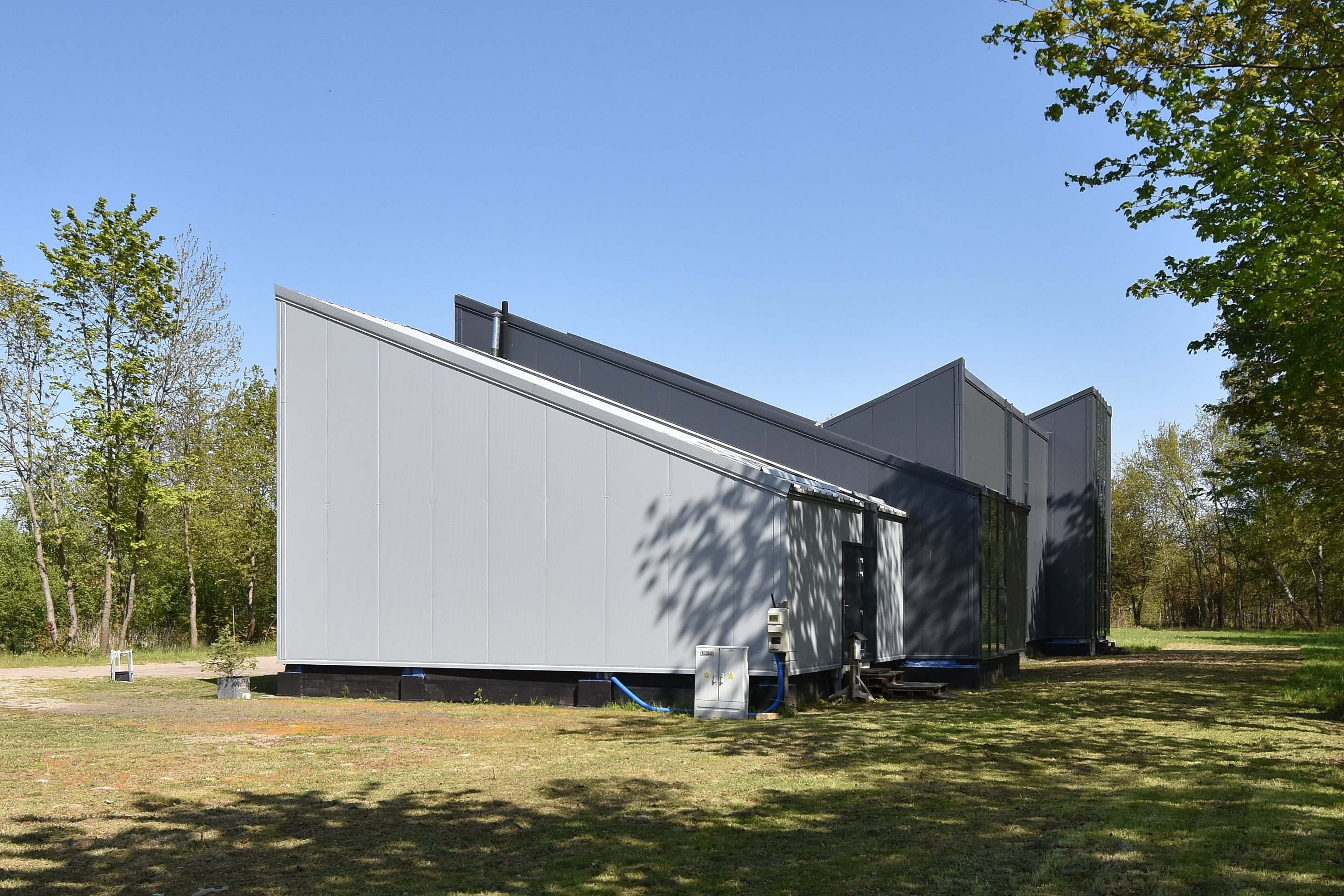
Elewacja boczna